# Damernas parhoppning i svikthopp i simhopp vid olympiska sommarspelen 2004
Damernas parhoppning i svikthopp i de olympiska simhoppstävlingarna vid de olympiska sommarspelen 2004 hölls den 14 augusti i Athens Olympic Sports Complex. 

## Medaljörer
| Event                         | Guld                            | Silver                                  | Brons                                         |
| Parhoppning 3 meter svikthopp | Wu Minxia och Guo Jingjing Kina | Vera Ilina och Julia Pachalina Ryssland | Irina Lasjko och Chantelle Newbery Australien |

## Resultat
| Placering | Simhoppare                                    | Land           | Slutlig poäng efter fem hopp | Poäng efter fyra hopp | Placering efter fyra hopp |
| --------- | --------------------------------------------- | -------------- | ---------------------------- | --------------------- | ------------------------- |
|           | Wu Minxia och Guo Jingjing                    | Kina           | 336,90                       | 261,30                | 1                         |
|           | Vera Ilina och Ioulia Pachalina               | Ryssland       | 330,84                       | 248,04                | 2                         |
|           | Irina Lashko och Chantelle Newbery            | Australien     | 309,30                       | 242,70                | 3                         |
| 4         | Tandi Gerrard och Jane Smith                  | Storbritannien | 302,25                       | 235,83                | 4                         |
| 5         | Laura Sánchez och Paola Espinosa              | Mexiko         | 286,92                       | 228,12                | 5                         |
| 6         | Ditte Kotzian och Conny Schmalfuss            | Tyskland       | 279,69                       | 213,09                | 7                         |
| 7         | Blythe Hartley och Émilie Heymans             | Kanada         | 276,90                       | 218,10                | 6                         |
| 8         | Diamantina Georgatou och Sotiria Koutsopetrou | Grekland       | 270,33                       | 211,53                | 8                         |